# Das Traumschiff: Perth
Das Traumschiff: Perth ist ein deutscher Fernsehfilm unter der Regie von Stefan Bartmann, der am 1. Januar 2014 im ZDF seine Erstausstrahlung hatte. Es ist die 71. Folge der Fernsehreihe Das Traumschiff.

## Handlung
Verschiedene Handlungsstränge werden, dem Konzept der Fernsehreihe entsprechend, abwechselnd erzählt.
Sonja Blum, ehemalige Inhaberin einer Catering-Firma, die vier Jahre gegen ihre Krebserkrankung angekämpft hat, bricht mit ihren beiden besten Freundinnen Nicole König und Daniela Lüders zu ihrer „alljährlichen Mädels-Tour“ auf. Diesmal sollen es nicht drei Tage Allgäu, sondern drei Wochen Kreuzfahrt sein. Nicole, Anfang 40, lange Jahre Chefsekretärin und persönliche Assistentin, muss von ihrem Chef am Telefon erfahren, dass sie gegen eine jüngere Kollegin ausgetauscht wurde. Daniela, verheiratet mit zwei erwachsenen Kindern, erhält den Anruf eines Privatdetektivs, der ihr mitteilt, dass ihr Ehemann sie mit seiner Praktikantin betrügt. Zwischen den drei Freundinnen kommt es jedoch bald zum Streit und zu gegenseitigen Sticheleien, da Nicole und Daniela mit Sonja nicht offen über ihre Unzufriedenheit sprechen. Sonja will jedoch dem Geheimnis ihrer Freundinnen auf die Spur kommen und wünscht sich von ihnen Ehrlichkeit. Mit einer verzweifelt klingenden SMS, dass sie allein sein will, gelingt es Sonja, ihre Freundinnen aus der Reserve zu locken. Gemeinsam brechen sie zu einer Autotour ins australische Outback auf. Nach einer Autopanne werden sie von Aborigines aufgenommen und am nächsten Morgen vom Schiffsarzt Dr. Sander und seinen Freunden, den Air Doctors, gerettet. Die drei Freundinnen sprechen sich schließlich aus, wollen ihre Freundschaft wiederaufleben lassen und beschließen, ihrem Leben einen neuen Sinn zu geben. Gemeinsam eröffnen sie Sonjas Catering-Firma neu.
Jonas Lennart, der neunjährige Sohn des verwitweten jungen Schiffskochs Marius Lennart, ist ebenfalls an Bord. Er will unbedingt nach Australien, um einmal Koalabären in freier Wildbahn zu sehen. Sein größter Wunsch ist es, später „Koala-Beschützer“ zu werden. Seine Großmutter, die ihn eigentlich auf der Reise begleiten sollte, hatte einen Unfall und konnte nicht mitkommen. So muss das Zimmermädchen Claudia Stricker öfter als Kinderbetreuerin einspringen. Jonas, der sich schon lange eine neue Mama wünscht, mag Claudia sehr. Marius hat sich in Claudia verliebt; beim Landausflug, den sie gemeinsam mit Jonas verbringen, kommen sich beide näher. Jonas gelingt es sogar, einen Koala aus den Händen von skrupellosen Verkäufern zu befreien. Claudia und Marius verlassen schließlich am Ende die Deutschland, um sich in Hamburg als Familie eine gemeinsame Existenz aufzubauen.
Der frühere Chef-Steward der Deutschland, Victor Burger, kehrt als neuer Kapitän auf das Schiff zurück. Er war bisher nur auf Frachtschiffen gefahren. Sein Frachter war im Golf von Aden von Piraten gekapert worden, wobei ein Besatzungsmitglied getötet worden war. Nachdem er die Reederei offen kritisiert hatte, wurde er entlassen. Kurz danach erhielt er das Angebot, auf die Deutschland zurückzukehren.
Beatrice muss lernen, dass Victor nicht mehr der Steward und Sonnyboy von früher ist, sondern jetzt der Kapitän mit Autorität und Reife. Er legt beim Chefkoch ein gutes Wort für Marius ein, setzt seinen Landgang durch und findet auch die richtigen Worte als Lebensberater für Claudia, Jonas und Marius.

## Produktionsnotizen
Im Programmhinweis auf ZDF.de schrieb der Sender: „Zehn Jahre lang war Sascha Hehn als Steward Victor (1981 bis 1987) und Erster Offizier Stefan (1987 bis 1991) an Bord des ZDF-‘Traumschiffs’. […] 22 Jahre später, schließt sich der Kreis. Sascha Hehn kehrt zurück und übernimmt als Kapitän Victor Burger das Kommando auf der MS Deutschland. Mit Sascha Hehn hat ein Mann das ‘Ruder’ übernommen, der mit großer Persönlichkeit und sympathischer Ausstrahlung in der Nachfolge von Siegfried Rauch die Idealbesetzung ist.“
Die Dreharbeiten fanden vom 5. Januar 2013 an in Perth und Umgebung statt. Die Schauspieler wurden für ihre Drehtage eingeflogen, da dies billiger ist. Ein Urlaub an Bord während drehfreier Zeiten, wie es in früheren Jahren üblich war, wird von der Produktionsfirma mittlerweile nicht mehr finanziert. Die Erstausstrahlung im ZDF am 1. Januar 2014 wurde von 8,66 Millionen Zuschauern gesehen und erreichte einen Marktanteil von 23 Prozent. Für das ZDF war dies die höchste Zuschauerzahl seit drei Jahren.

## Kritik
„Und alle wollen den Hehn seh’n. Der neue Kapitän des ‚Traumschiffs‘ verschafft dem ZDF-Dauerbrenner am Neujahrsabend eine Traumquote…Neue Besen kehren gut. Das erwies sich nun noch einmal an Neujahr. Denn auch wenn Sascha Hehn kein neues Gesicht an Bord des ‘Traumschiffs’ ist – er spielte auf dem ZDF-Unterhaltunsgsschlachtschiff in den Achtzigern zehn Jahre lang den Chefsteward Victor –, feierte er doch am Mittwochabend seinen Einstand als Kapitän auf dem Kommandostand der ‚Deutschland‘. Seine Rückkehr nach mehr als zehn Jahren an Land war offenbar für viele Fernsehzuschauer von großem Interesse.“

„Da staunt die Chefstewardess nicht schlecht, als da plötzlich ein alter Bekannter in Kapitänsuniform auf der Kommandobrücke der MS Deutschland steht und ‚Leinen los‘ ruft…Mit seinen 1,92 Metern und der sonoren Stimme wirkt Sascha Hehn für die Kapitänsrolle wie geschaffen…Man verrät nicht zu viel, wenn man davon ausgeht, dass sich der (alte) Neue auf dem Rademann-Dampfer ziemlich schnell eingewöhnt. Schon der Einstieg ist ja ein schöner Coup. Besonders Beatrice steht erstmal unter Schock…“

„Dass Kapitän Burger (Sascha Hehn) mit sich, der MS Deutschland und mit seiner Crew im Reinen ist, zeigt sich endgültig bei seinem ersten großen Kapitänsdinner. Spätestens jetzt ist jedem klar, dass das ‚Traumschiff‘ tatsächlich einen neuen Kapitän hat.“